# Lebelin & Cie
Lebelin & Cie est un constructeur automobile français.

## Production
L’entreprise basée à Paris a commencé à produire des automobiles en 1900. Le nom de la marque était Lebelin. L’usine était située au numéro 14 et 16 du Rue Duret. Des voiturettes biplaces de 3,5 CV ont été produites. Lors de la troisième exposition automobile du Grand Palais à Paris en décembre 1900, Lebelin est représenté avec un véhicule. On ne sait pas combien de temps l’entreprise Lebelin existe.